# Dennis van Niekerk
Dennis van Niekerk (Kroonstad, 19 oktober 1984) is een Zuid-Afrikaans voormalig wielrenner die van 2011 tot en met 2014 reed voor MTN-Qhubeka.

## Overwinningen
2013
5e etappe Ronde van Korea (ploegentijdrit)

## Ploegen
- 2005 –  Team Exel
- 2007 –  Team Konica Minolta
- 2008 –  Team Konica Minolta-Bizhub
- 2009 –  Team Konica Minolta-Bizhub
- 2011 –  MTN Qhubeka
- 2012 –  MTN Qhubeka
- 2013 –  MTN-Qhubeka
- 2014 –  MTN-Qhubeka

Brown · Girdlestone · Impey · Janse van Rensburg · Keey · Namanyana · Nel · Niyonshuti · Petrus · Potgieter · Tennent · Van Heerden · van Niekerk · Wesemann
Abraha · Beneke · Brown · Debesay · Grmay · J.Janse van Rensburg · R.Janse van Rensburg · Jim · Nel · Niyonshuti · Petrus · Potgieter · Russom · Tewelde · van Niekerk · Venter · Wesemann
Ciolek · Debesay · Grmay · Janse van Rensburg · Jim · Konovalovas · Meintjes · Niyonshuti · Pardilla · Potgieter · Reguigui · Reimer · Russom · Sbaragli · Stauff · Tewelde · Thomson · van Niekerk · Venter · Wesemann · van Zyl
Augustyn · Ciolek · Debesay · Dougall · Gerdemann · Grmay · Janse van Rensburg · Jim · Konovalovas · Kudus · Meintjes · Niyonshuti · Pardilla · Potgieter · Reguigui · Reimer · Russom · Sbaragli · Stauff · Teklehaimanot · Tewelde · Thomson · van Niekerk · Venter · Wesemann · van Zyl · Hník (stagiair)